# Vladimírov
Vladimírov je bývalá venkovská usedlost na katastrálním území Rovné pod Řípem obce Krabčice v okrese Litoměřice v Ústeckém kraji. Usedlost je od 19. prosince 1995 zapsaná v ústředním seznamu kulturních památek České republiky pod číslem 11087/5-5708. Objekt s unikátní sochařskou výzdobou Františka Bílka je dlouhodobě v havarijním stavu. Od roku 2023 je usedlost rekonstruována.[zdroj?]

## Historie
Usedlost, známou pod jménem Vladimírov nebo také Floriánka, nechal vybudovat v letech 1911 až 1912 podřipský zemědělec Josef Florián. Část výzdoby je připisována sochaři Františku Bílkovi, Na budově bývaly i nápisy v národním duchu, které majitel čerpal ze sokolských hesel. Z této kdysi výstavné usedlosti zůstala na počátku 21. století jen zřícenina, v podstatě z ní zbylo jen několik obvodových zdí s pozůstatky plastik. Obec Krabčice prezentovala svůj záměr tuto památku obnovit a zpřístupnit veřejnosti. V roce 2018 byla započata rekonstrukce budovy za podpory Ministerstva kultury a Krajského úřadu Ústeckého kraje.

## Okolí usedlosti
Usedlost spadá pod obec s rozšířenou působností (ORP) Roudnice nad Labem. Nachází se zde několik významných vodních zdrojů, které však nejsou nijak využívány. Při spodním okraji zalesněného svahu u ruiny statku roste dub letní, který je od roku 2007 registrován jako památný strom. Přibližně 1,5 km vzdušnou čarou směrem na jihozápad od Vladimírova se nachází přírodní památka Kleneč při východním okraji stejnojmenné obce. Tato lokalita je chráněna jako vzácné naleziště endemického, kriticky ohroženého druhu hvozdíku písečného českého (Dianthus arenarius subsp. bohemicus). Na mezích a loukách v okolí usedlosti roste hlaváček jarní (Adonis vernalis).

## Dostupnost
K Vladimírovu nevedou žádné značené turistické cesty. Nejbližší železniční zastávka je Kleneč na trati z Roudnice n. L. do Straškova, odkud lze dojít k Vladimírovu po polní cestě podél pravého břehu potoka Čepel. Do Rovného a Krabčic, které se však nacházejí od Vladimírova o něco dále, než Kleneč, existuje z Roudnice n. L. autobusové spojení.